# Чёрный ящик (фильм, 2021)
«Чёрный ящик» (фр. Boîte noire) — французский полнометражный фильм режиссёра Яна Гозлана, выпущенный в 2021 году. Главные роли в фильме сыграли Пьер Нинье, Лу де Лааж, Андре Дюссолье, Себастьен Пудеру и Оливье Рабурден.

## Сюжет
Матьё Вассер — акустик Бюро по расследованию и анализу безопасности гражданской авиации (BEA). Он женат на Ноэми, которая (в начале фильма) работает там же, в отделе сертификации самолётов. Они оба выпускники ENAC. BEA отвечает за расследование авиакатастрофы: крушения рейса Дубай–Париж в Беллево в Верхней Савойе. На борту самолёта находились 300 человек и 16 членов экипажа, никто не выжил. Упавший самолёт Atrian-800 был новым и принадлежал авиакомпании European Airlines. Причины катастрофы неизвестны, поэтому BEA тщательно анализирует чёрный ящик упавшего самолёта в аэропорту Париж-Ле-Бурже. Руководитель Матьё Виктор Поллок исчезает, поэтому Матьё поручают расшифровать аудиозаписи из чёрного ящика. Тем временем Ноэми меняет работу. Матьё проникает сначала в кабинет Поллока, роется в его бумагах, находит конверт с его домашним адресом и записку с каким-то паролем, а затем — к нему на участок, в дом и в подвал, но не находит больше никаких зацепок.
Первые прослушивания записи звуков из кабины экипажа приводят Матьё к выводу о том, что в неё кто-то проник и захватил управление самолётом. Очень кстати после этого в новостях объявляют, что одним из пассажиров был гражданин Египта, у которого дома провели обыск и обнаружили доказательства, что он исламский террорист. Все считают, что вопрос о причинах авиакатастрофы решён, но Матьё сомневается в правильности своего заключения, так как некоторые странные детали заставляют его искать другую причину аварии. Сначала он рассматривает предположение о технической неисправности устройства, препятствующего сваливанию. Чтобы подтвердить эту гипотезу, он крадёт конфиденциальный технический отчёт с компьютера своей жены и показывает его руководителю ВЕА. Затем он пересылает отчёт вместе с электронной цифровой подписью своему начальству, что позволяет новому начальству Ноэми понять, что файл был получен именно с её компьютера. Ноэми обвиняют в утечке конфиденциальной служебной информации и отстраняют от работы. Ноэми понимает, как произошла утечка, и разрывает отношения с Матьё. Его активное участие в этом расследовании ставит под угрозу его психическое здоровье, начальник и коллеги не поддерживают его поиски, считая расследование завершённым. Несмотря на это, Матьё продолжает искать правду, из-за чего его отстраняют от проекта и поручают заняться расследованием падения вертолёта.
Странные помехи на аудиозаписи с чёрного ящика наводят Матьё на мысль о взломе компьютерных сетей самолёта. Он начинает подозревать Ксавье Рено, руководителя компании Pegase Security, разрабатывающей эти компьютерные системы, в заговоре с пропавшим Виктором Поллоком. Матьё связывается с журналисткой Mediapart Каролин Дельмас, которая ведёт своё расследование этой катастрофы, но она отказывается писать статью на основе лишь подозрений Матьё, считая, что у него недостаточно доказательств. Тем не менее, она рассказывает ему о некоем хакере Дэвиде Келлере, который когда-то пытался взламывать самолёты. Матьё пересматривает видео, снятые пассажирами упавшего авиалайнера, и узнаёт этого человека на одном из них.
Перед уходом из офиса BEA Матьё понимает, что аудиозапись аварии вертолёта, над которой он работал незадолго до крушения Atrian-800, была отредактирована. Внимательно прослушав её, он различает ряд цифр, которые являются координатами. Они приводят Матьё к пруду за домом Поллока, на дне которого Матьё находит настоящую запись с чёрного ящика. Запись подтверждает догадки Матьё, он понимает, что неудачная попытка взлома сетей самолёта привела к отказу управления. После записи с чёрного ящика следует видео Виктора Поллока, в котором он рассказывает, что он несколько лет работал в сговоре с Ксавье Рено и подделывал данные с чёрных ящиков. Матьё пытается сбежать от неизвестных и погибает в автокатастрофе, вызванной взломом электронной системы его автомобиля. До этого он успевает отправить обнаруженные файлы в облако.
На международном авиасалоне Ле-Бурже Ксавье Рено начинает публичную презентацию от имени своей компании. Ноэми использует эту возможность для публичного распространения записи признания Виктора Поллока и новостей о подделке чёрных ящиков. Ксавье Рено арестовывают, а Ноэми в слезах идёт по аэропорту.

## В ролях
- Пьер Нине — Матьё Вассер
- Лу де Лааж — Ноэми Вассер
- Андре Дюссолье — Филипп Ренье
- Себастьен Пудеру[фр.] — Ксавье Рено
- Оливье Рабурден[фр.] — Виктор Поллок
- Гийом Марке[фр.] — Антуан Бальсан
- Мехди Джаади[фр.] — Самир
- Энн Азулай[фр.] — Каролин Дельмас
- Орельен Рекуан[фр.] — Клод Варинс
- Андре Маркон — Дорваль
- Филипп Майма[фр.] — командир воздушного судна
- Лорен Девьенн[фр.] — Жанна, бортпроводница
- Грегори Деранжер — Ален Руссен

## Замысел и создание
Режиссёр и соавтор сценария Янн Гозлан увлекается гражданской авиацией и давно хотел снять о ней фильм: 
Эта вселенная, на мой взгляд, чрезвычайно киногеничная, с колоссальными финансовыми ставками, где сходятся разные интересы (авиастроители, авиакомпании, пилоты…), показалась мне оригинальной и захватывающей декорацией для фильма.

Оригинальный текст (фр.)Cet univers, à mes yeux formidablement cinégénique, aux enjeux financiers colossaux, où se côtoient des intérêts divergents (avionneurs, compagnies aériennes, pilotes…), me semblait être un cadre original et passionnant pour un film.
Чтобы лучше подготовиться к своей роли, Пьер Нине несколько недель общался с агентами BEA. Актёр рассказал, что нашёл следователя с профилем, похожим на профиль его героя. Нине общался со следователем и наблюдал за ним, просил разрешения снимать его, чтобы актёр мог вдохновиться его жестами, способом работы и скоростью работы с клавиатурой. Нине подчёркивал, что работа акустика очень техническая, и для него было важно очень точно показать её.

## Отзывы
На французском агрегаторе AlloCiné фильм получил 3,8 балла из 5 на основе 33 рецензий кинокритиков.

## Факты
Для сцены приёма, организованной выпускниками ENAC, съёмочная группа пригласила настоящих выпускников ENAC.

## Награды и номинации
- 2022 — 5 номинаций на премию «Сезар»[англ.]: лучшая мужская роль (Пьер Нине), лучший оригинальный сценарий (Николя Буве-Леврар, Ян Гозлан, Симон Мутайру), лучший монтаж (Валентен Ферон), лучший звук, лучшая музыка к фильму (Филипп Ромби).